# (9671) Гемера
(9671) Гемера (лат. Hemera) — астероид, относящийся к группе астероидов пересекающих орбиту Марса. Он был открыт 5 октября 1997 года чешским астрономом Ленкой Котковой в обсерватории Ондржеёв и назван в честь древнегреческой богини света Гемеры.

Орбита астероида Гемера и его положение в Солнечной системе